# Associazione Calcio Marzotto 1961-1962
Questa pagina raccoglie le informazioni riguardanti l'Associazione Calcio Marzotto nelle competizioni ufficiali della stagione 1961-1962.

## Rosa
| N. |                   | Ruolo | Calciatore               |
| -- | ----------------- | ----- | ------------------------ |
|    | Italia (bandiera) | C     | Giancarlo Bauce          |
|    | Italia (bandiera) | A     | Giovanni Berlasso        |
|    | Italia (bandiera) | D     | Mario Bodrato            |
|    | Italia (bandiera) | A     | Livio Busato             |
|    | Italia (bandiera) | C     | Franco Carnevali         |
|    | Italia (bandiera) | D     | Francesco Carta          |
|    | Italia (bandiera) |       | Corsi                    |
|    | Italia (bandiera) | P     | Vincenzo De Santis       |
|    | Italia (bandiera) | D     | Edoardo Ferrari          |
|    | Italia (bandiera) | C     | Igino Gratignato         |
|    | Italia (bandiera) | A     | Amerigo Guiotto          |
|    | Italia (bandiera) | C     | Giovanni Levio           |
|    | Italia (bandiera) | D     | Gian Battista Magaraggia |
|    | Italia (bandiera) | P     | Fausto Mezzanzanica      |

| N. |                   | Ruolo | Calciatore          |
| -- | ----------------- | ----- | ------------------- |
|    | Italia (bandiera) | A     | Marco Novi          |
|    | Italia (bandiera) | A     | Gianni Perli        |
|    | Italia (bandiera) | C     | Attilio Porra       |
|    | Italia (bandiera) | A     | Gian Pietro Sabadin |
|    | Italia (bandiera) | C     | Neri Sacchiero      |
|    | Italia (bandiera) | C     | Francesco Salvador  |
|    | Italia (bandiera) | A     | Gianni Sandri       |
|    | Italia (bandiera) | C     | Marcello Svorenich  |
|    | Italia (bandiera) | C     | Albano Timellero    |
|    | Italia (bandiera) |       | Trapula             |
|    | Italia (bandiera) | C     | Costanzo Versari    |
|    | Italia (bandiera) | C     | Edoardo Zaggia      |
|    | Italia (bandiera) | A     | Gianluca Zamboni    |
|    | Italia (bandiera) | A     | Eliseo Zerlin       |